# María Luisa Anido
María Luisa Anido, née Isabel María Luisa Anido González le 26 janvier 1907 à Morón en Argentine et morte le 4 juin 1996 à Tarragone en Espagne, est une compositrice et guitariste classique originaire d'Argentine.

## Biographie

### Enfance et débuts
María Luisa Anido est la fille de Juan Carlos Anido et de Betilda González Rigaud. La famille déménage à Buenos Aires quand María Luisa était très jeune. Surnommée "Mimita", María Luisa commença la guitare à cinq ans avec l'enseignement de son père. Très vite, celui-ci l'emmena auprès de Domingo Prat (de), un élève de Francisco Tárrega. Ce professeur se charge de la formation de la jeune Mimita et l'introduit dans les salons réputés de Buenos Aires. Maria Luisa Anido fit son premier récital en solo à l’âge de onze ans, le 7 mai 1918 au “Argentina Hall” à Buenos Aires.